# Eospalax smithii
Eospalax smithii är en däggdjursart som beskrevs av Thomas 1911. Eospalax smithii ingår i släktet Eospalax och familjen mullvadsråttor. Inga underarter finns listade i Catalogue of Life.
Artepitetet i det vetenskapliga namnet hedrar naturforskaren J. A. C. Smith.
Arten blir 16,2 till 25,5 cm lång (huvud och bål), har en 3,4 till 3,9 cm lång svans och väger 180 till 460 g. Bakfötterna är 2,5 till 3,3 cm långa. Djurets ovansida är täckt av brun päls med kanelfärgad skugga. Huvudet kännetecknas av ett mörkt grått till svart område på toppen, av mörkbruna ringar kring ögonen och av långa morrhår som är svarta och vita. Ibland är en vit bläs synlig över nosen. På undersidan förekommer gråbrun päls.
Denna mullvadsråtta förekommer i centrala Kina i provinserna Gansu, Ningxia, Sichuan och Shaanxi. Den lever i stäpper, andra gräsmarker och i andra öppna landskap. Arten äter främst gräs. Honor har mellan maj och september två kullar med 2 till 8 ungar per kull.
Eospalax smithii gräver tunnelsystem med olika rum för förråd och som sovplats.